# EndSerenading
EndSerenading es el segundo y último álbum de la banda emo estadounidense Mineral, lanzado en 1998 por la discográfica Crank! Records. Este último disco destaca por ser más lento y suave que su predecesor. 
Años más tarde, este  álbum junto a "The Power of Failing", otros split y varios EP, entrarían a un compilación de CD llamado "The Complete Collection" lanzado el 2010, pero solo disponible en Japón.

## Lista de canciones
1. "LoveLetterTypewriter" - 3:45
2. "Palisade" - 4:31
3. "Gjs" - 4:46
4. "Unfinished" - 6:07
5. "ForIvadell" - 3:36
6. "WakingToWinter" - 4:02
7. "ALetter" - 4:53
8. "SoundsLikeSunday" - 5:20
9. "&Serenading" - 5:24
10. "TheLastWordIsRejoice" - 5:09